# In Your Words
In Your Words è il quinto singolo della cantante Rebecca Black pubblicato il 23 novembre 2012 per l'etichetta discografica Rb Friday, Inc.

## Produzione
La canzone è stata annunciata per la prima volta in un suo video del suo canale ufficiale di YouTube. In seguito il 19 agosto 2012 ha cantato il singolo nel suo primo concerto al Wildwoods Wild 100.
A fine settembre 2012 ha confermato in un'intervista che stava per essere pubblicata una nuova canzone e un nuovo album.
La Black per pubblicizzare la canzone è stata ospite in vari programmi. Il 9 novembre 2012 viene pubblicato sul canale YouTube della cantante una piccola anticipazione del video ufficiale. La canzone viene pubblicata ufficialmente il 23 novembre 2012 insieme al video musicale.